# WASP-17
WASP-17 — зоря Головної Послідовності спектрального класу F6V з видимою зоряною величиною в смузі V 11m.59, яка розташована у сузір'ї Скорпіона на відстані приблизно 1000 світлових років від Землі.

## Планетарна система
В серпні 2009 р. поблизу цієї зорі було відкрито екзопланету, WASP-17b, що обертається по ретроградній орбіті, тобто у протилежний бік від напрямку осьового обертання зорі.  Цей факт свідчить про те, що відкрита планета могла бути захоплена зорею WASP-17 під час її подорожі навколо центру галактики. Екзопланета WASP-17b майже вдвічі більша за Юпітер за своїм розміром, проте вона має вдвічі меншу масу, ніж у Юпітера. 
| Планета (по порядку віддалення від зорі) | Маса                 | Радіус             | Велика піввісь (а.о.) | Орбітальний період (діб) | Нахил орбіти (°) | Ексцентриситет орбіти | Кіл-ть супутників |
| ---------------------------------------- | -------------------- | ------------------ | --------------------- | ------------------------ | ---------------- | --------------------- | ----------------- |
| WASP-17b                                 | 0.49+0.059 −0.056 MJ | 1.74+0.26 −0.23 RJ | 0.051+0.0017 −0.0018  | 3.7354417±0.0000072      | ?                | 0.129+0.106 −0.068    | ?                 |

## Див.також
- WASP-16
- WASP-17b
- WASP-18
- СуперWASP
- HATNet Проект або HAT
- Перелік екзопланет